# Księstwo Bułgarii
Księstwo Bułgarii (bułg. Княжество България) – dawne państwo autonomiczne na Bałkanach istniejące w latach 1878–1908. Powstanie państwa było rezultatem traktatu w San Stefano (1878), kończącego wojnę rosyjsko-turecką i traktatu berlińskiego (1878). Formalnie Księstwo Bułgarii było zależne od Imperium Osmańskiego do 1908, kiedy to ogłosiło niepodległość i przekształciło się w Carstwo Bułgarii, w skład którego weszła także była Rumelia Wschodnia.

## Powstanie Księstwa Bułgarii
Stosownie do postanowień traktatu w San Stefano z 3 marca 1878 roku, który zakończył wojnę rosyjsko-turecką, na Bałkanach miała powstać tzw. Wielka Bułgaria obejmująca tereny Mezji, Tracji i Macedonii, pozostająca pod całkowitym wpływem Rosji. Postanowienia te wywołały sprzeciw mocarstw europejskich, które obawiały się nadmiernego wzrostu znaczenia Imperium Rosyjskiego. W dniach 13 czerwca – 13 lipca 1878 zwołano kongres w Berlinie, podczas którego dokonano rewizji warunków pokoju w San Stefano. W rezultacie postanowień traktatu berlińskiego zamiast Wielkiej Bułgarii powstało Księstwo Bułgarii obejmujące obszar między Dunajem i Starą Płaniną, a także Rumelia Wschodnia ze stolicą w Płowdiwie. Oba państwa pozostawały zależne od Imperium Osmańskiego. Autonomii nie uzyskała natomiast Macedonia, którą ponownie włączono do Turcji.
Władcą nowo powstałego Księstwa Bułgarii został Aleksander I Battenberg, powinowaty rosyjskiego cesarza Aleksandra II Romanowa. Rolę tymczasowej stolicy państwa pełniło Wielkie Tyrnowo, w którym na początku 1879 zwołano założycielskie zebranie przyszłego parlamentu (nazwanego Zgromadzeniem Narodowym) oraz uchwalono Konstytucję Tyrnowską. Wkrótce potem, stosownie do propozycji wysuniętej przez Marina Drinowa, stolicę kraju przeniesiono do Sofii.

## Aneksja Rumelii Wschodniej

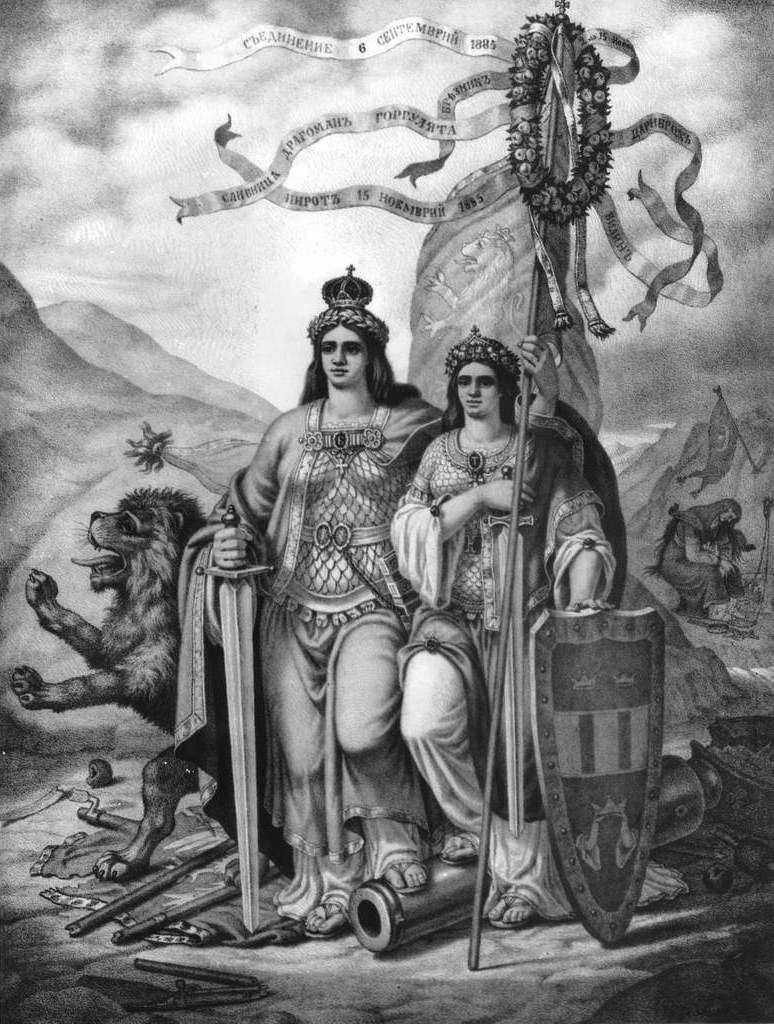
Alegoryczny obraz Księstwa Bułgarii (w środku) połączonego z Rumelią Wschodnią (po prawej)

Ponieważ zarówno Księstwo Bułgarii, jak i Rumelia Wschodnia były zamieszkane w znacznej większości przez Bułgarów, wkrótce w obu krajach pojawiły się stronnictwa polityczne na rzecz zjednoczenia. W 1885 roku procesowi zjednoczeniowemu zaczął sprzyjać również konserwatywnie dotąd nastawiony książę Aleksander I. We wrześniu tego samego roku rumelijscy oficerowie wspierani przez działaczy Partii Liberalnej dokonali zamachu stanu w Płowdiwie i przejęli władzę w prowincji. Wkrótce potem Aleksander I ogłosił zjednoczenie Bułgarii. W listopadzie 1885 na Księstwo Bułgarii napadła Serbia, uznając aneksję Rumelii za zagrażającą jej interesom. Mimo posiadania militarnej przewagi po trzech dniach walk Serbowie zostali wyparci. Pozostałe państwa europejskie, w szczególności mocarstwa, również nie uznały zjednoczenia, w związku z czym status Rumelii pozostawał niejasny do 24 marca 1886 roku, kiedy to Imperium Osmańskie zgodziło się uznać zwierzchnictwo księcia bułgarskiego nad prowincją.
Aneksja Rumelii Wschodniej i wzrost znaczenia bułgarskich liberałów, którzy dążyli do ograniczenia wpływów rosyjskich w Bułgarii, doprowadziły do wzrostu niezadowolenia Rosji. W sierpniu 1886 roku prorosyjsko nastawieni oficerowie odsunęli od władzy Aleksandra I i na krótko przejęli rządy w państwie. Wkrótce potem opozycja pod wodzą Stefana Stambołowa zdołała odzyskać władzę, po czym sformowała tymczasową Radę Regentów. W 1887 roku Wielkie Zgromadzenie Narodowe wybrało, wbrew woli Rosji, Ferdynanda I Koburga nowym księciem, co doprowadziło do zerwania na kilka lat stosunków dyplomatycznych między oboma krajami.

## Ogłoszenie niepodległości i powstanie Carstwa Bułgarii
Zwieńczeniem bułgarskich dążeń do posiadania własnego państwa było ogłoszenie przez Księstwo Bułgarii, formalnie wciąż zależnego od Turcji, niepodległości. Sprzyjające ku temu okoliczności wystąpiły w 1908. Uwaga mocarstw europejskich była skupiona na niemiecko-francuskim sporze o Maroko i dążeniach Austro-Węgier do aneksji Bośni i Hercegowiny. Ponadto w Turcji rozpoczęła się rewolucja młodoturecka, zaś na ważnej linii kolejowej łączącej turecki Adrianopol z bułgarskim Bełowem wybuchł strajk. W tej sytuacji książę Ferdynand I, wspierany przez rząd Aleksandyra Malinowa, wydał 5 października (lub 22 września wg kalendarza juliańskiego, obowiązującego w Bułgarii do 1916 roku) manifest, w którym ogłosił niepodległość kraju. Księstwo Bułgarii stało się odtąd Carstwem Bułgarii, zaś Ferdynand I przyjął tytuł cara. W 1909 roku Carstwo Bułgarii, Rosja i Turcja zawarły trójstronne porozumienie, które ostatecznie usankcjonowało powstanie nowego, niezawisłego państwa na Bałkanach.
Data ogłoszenia manifestu, 22 września, jest obecnie Świętem Niepodległości w Bułgarii.